# ラーバ川
ラーバ川（ドイツ語:Raab、ハンガリー語: Rába）は、オーストリア南東部とハンガリー西部の川。ドナウ川の支流である。ドイツ語名はラープ川（Raab）。
オーストリアのブルック・アン・デア・ムーアの数キロメートル東にあるホイボーデンヘーネの丘に源を発し、オーストリアのシュタイアーマルク州およびブルゲンラント州、ハンガリーのヴァシュ県およびジェール・モション・ショプロン県を流れる。全長は298.2キロメートルで、このうちおよそ100キロメートルがオーストリア国内になる。ハンガリー北西部のジェールでドナウ川の支流にそそぐ。川沿いの主要都市として、オーストリアのグライスドルフやフェルトバッハ、ハンガリーのセントゴットハールドやケルメンドなどが挙げられる。新生代初期には現在と反対の方向に流れていたが、ドイツ一帯の地盤が隆起したことから川の流れが反転した。
ラーバ川の平野部に暮らすラーバ・スロベニア人はハンガリー・スロベニア人の一派で、ハンガリー・スロベニア人のうち最も西に分布している。そのラーバ平野はプレクムリェ地方にも含まれる。中流部のオーストリア・ハンガリー国境からハンガリーのジェール・モション・ショプロン県までのラーバ川渓谷に氾濫原が広がり、その上に三日月湖、草地、河畔林、ヤナギ林、広葉樹林などが多い。土手はヨーロッパハチクイ、カワセミ、ショウドウツバメなどの営巣地で、水域にはEudontomyzon mariae、Zingel zingelなどの魚類や水生昆虫が生息している。2006年にラムサール条約登録地となった。